# Eutrotonotus albidilinea
Eutrotonotus albidilinea är en fjärilsart som beskrevs av M.Gaede 1928. Eutrotonotus albidilinea ingår i släktet Eutrotonotus och familjen tandspinnare. Inga underarter finns listade i Catalogue of Life.